# Miguel Dorronsoro y Ceberio
Miguel Dorronsoro y Ceberio (Ataun, Guipúzcoa, 17 de febrero de 1812-16 de octubre de 1880) fue una personalidad guipuzcoana. Abogado, escritor y político que ocupó importantes cargos en la segunda mitad del siglo XIX.

## Biografía

### Diputado General de Guipúzcoa en 1868
Miguel Dorronsoro fue durante 15 años seguidos, desde 1853 hasta 1868, diputado foral de Guipúzcoa. Estaba casado con Nicolasa de Zuazola, hermana de Rafael de Zuazola, uno de los principales lugartenientes del general Zumalacárregui. Su credo político no impidió que fuera fiel a Isabel II en el momento de su destronamiento, acompañando a la soberana hasta la frontera del exilio. Dorronsoro es elegido diputado general de la provincia el 2 de julio de 1868 por las Juntas Generales reunidas en Zumaya. En enero de 1869, al ser diputado general, no entró en la lista de candidatos carlistas a las Cortes constituyentes. Los carlistas obtienen entonces las cuatro actas correspondientes a la provincia de Guipúzcoa.

### Dos folletos previos a la última guerra carlista
El 12 de enero de 1870 sale el primer folleto, impreso por Pablo Martínez en Azpeitia, titulado "Breves Palabras sobre dos afirmaciones que la Diputación foral ha estampado en el recurso elevado al Gobierno, solicitando la aprobación del acuerdo de las Juntas de Fuenterrabía y la de sus actos en el arreglo del Culto y Clero". Si bien la defensa de los fueros no era el tema central del folleto, nos dice el historiador Vicente Garmendia, ya estaba en germen lo que iba a ser la base de su obra más importante titulada "Lo que fueron los reyes de España y lo que ha sido el liberalismo para con los fueros de Guipúzcoa", publicada pocos meses después, el 1 de julio de 1870. En este folleto empieza por darnos la definición de lo que son los fueros de Guipúzcoa. Después de recordar que Guipúzcoa “libre, independiente o autónoma, como ahora decimos, se incorporó voluntariamente a la Corona de Castilla en el año 1200”, Dorronsoro explica que los fueros, buenos usos y costumbres, constituyen la suma de libertad salvada por la provincia cuando se unió con la Corona. No son privilegios otorgados por la nación sino la condición sine qua non de la unión a la corona de Castilla. Pero si vamos al texto de este folleto, reproducido por Garmendia en la obra "Jaungoicoa eta Foruac" Miguel Dorronsoro confía en que Don Carlos: 

restituirá a las Provincias Vascongadas y a Navarra los fueros de que el liberalismo las ha arbitrariamente despojado, sin perjuicio de que nosotros hagamos foralmente todas aquellas modificaciones que la experiencia aconseje y los intereses actuales, morales y materiales, demanden; y, después de todo, los Españoles pueden esperar de él un buen gobierno que no conocen desde que el liberalismo se impuso a la Nación.

### La última guerra carlista
Tras la Revolución de 1868, los carlistas trataron de sublevarse en el verano de 1869. Después, en el verano de 1870 la agitación carlista fue evidente en Guipúzcoa. Al ser nombrado rey de España Amadeo de Saboya, el 16 de noviembre de 1870, los carlistas deciden acudir a las urnas. En las elecciones celebradas en febrero de 1871, en Guipúzcoa, de los cuatro elegidos posibles, tres son los carlistas Rezusta, Unceta y Alcíbar, mientras que Dorronsoro es derrotado por el liberal Fermín Lasala Collado. El 21 de abril de 1872 se produce la sublevación carlista. Miguel Dorronsoro es uno de los miembros más activos de la Junta foral carlista vasco-navarra que se reúne en San Juan de Luz, ocupándose sobre todo de recabar armamento. El 25 de febrero de 1873 Dorronsoro dirige una proclama a sus paisanos en Oyarzun, coincidiendo con la proclamación, un par de semanas antes, de la I República. Fue capaz de recaudar en marzo de 1874 unos cinco millones de reales entre los carlistas más acaudalados de la provincia. Dorronsoro dirige las actividades de la Diputación a guerra de Guipúzcoa desde principios de 1873. Dirige campañas contra los denominados en la primera guerra carlista “ojalateros”, que son los carlistas que intentan evitar de diversos modos para así no participar activamente en la guerra y que, además de dañar gravemente la moral de los demás, suponen una onerosa carga para las finanzas de la causa. Al menos desde el 4 de diciembre de 1873 Dorronsoro se aplica, como demuestra el historiador Vicente Garmendia en una de sus cartas, "en reducir todo lo posible los gastos innecesarios, suntuosos y propios de quienes no querían ir al frente". Sus tesis restrictivas saldrán triunfantes, como se deduce de un informe elevado al pretendiente y firmado conjuntamente por todas las diputaciones vascongadas. Dorronsoro también trató de restituir en toda su plenitud el régimen foral, dirigiéndose a Don Carlos el 28 de septiembre de 1874 para pedirle la reimplantación del pase foral para Guipúzcoa que finalmente se consiguió el 25 de agosto de 1875. El 2 de diciembre de 1874 Dorronsoro consiguió también que se constituyeran foralmente los ayuntamientos de Guipúzcoa. Y el 15 de julio de 1873 dirigió un escrito a los guipuzcoanos condenando los procedimientos del cura Santa Cruz, diciendo que era "el peor enemigo de la causa católico monárquica y un miembro podrido de la misma". Esta oposición frontal a los métodos de Santa Cruz le granjearon la enemiga de los panegiristas de aquel, entre ellos Juan Olazábal. Tras la derrota de Zumelzu, el ejército carlista presenta la capitulación el 14 de febrero de 1876.

### Últimos años de exilio y vuelta a Ataun
Cuando terminó la guerra vivió un tiempo en Dax. Años más tarde, Miguel Dorronsoro habría de pensar en un nuevo alzamiento con el fin de recuperar los fueros abolidos en 1876. El 16 de octubre de 1880, en su lecho de muerte, según se dijo, mandó llamar a sus hijos para hacerles gritar por tres veces “¡Viva el rey!” según el profesor Vicente Garmendia.

## Obras y escritos
- Breve reseña de los hechos y razones principales que prueban la identidad del glorioso mártir San Martín de la Ascensión con Martín de Loinaz y Amunabarro, hijo de Beasain. ed. de 1862 y 1896.[8]
- Lo que fueron los reyes de España y lo que ha sido y es el liberalismo para con los Fueros de Guipúzcoa, Azpeitia, s. f.[9]